# Baron Brain

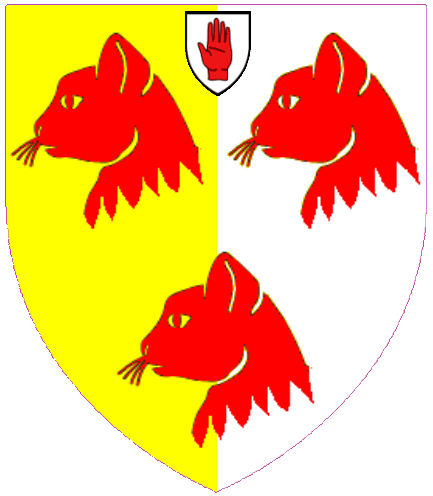
Wappen der Barone Brain

Baron Brain, of Eynsham in the County of Oxford, ist ein erblicher britischer Adelstitel in der Peerage of the United Kingdom.

## Verleihung
Der Titel wurde am 26. Januar 1962 für den Physiker und Neurologen Sir Russell Brain, 1. Baronet geschaffen. Diesem war bereits am 29. Juni 1954 der fortan nachgeordnete Titel Baronet, of Reading in the County of Berks, verliehen worden.
Heutiger Titelinhaber ist seit 2014 sein jüngerer Sohn Michael Brain als 3. Baron.

## Liste der Barone Brain (1962)
- Russell Brain, 1. Baron Brain (1895–1966)
- Christopher Brain, 2. Baron Brain (1926–2014)
- Michael Brain, 3. Baron Brain (* 1928)

Titelerbe (Heir apparent) ist der Sohn des aktuellen Titelinhabers, Hon. Thomas Brain (* 1965).